# Überfall auf Camp Bastion
Der Überfall auf Camp Bastion im September 2012 war ein Angriff der Taliban auf den Militärstützpunkt Camp Bastion in der afghanischen Provinz Helmand. Die Basis beherbergte zum Zeitpunkt des Angriffs britisches, amerikanisches und tonganisches Militärpersonal. Die Taliban-Kämpfer töteten zwei US-Marines und zerstörten oder beschädigten acht AV-8B Harriers und eine C-130, bevor die gesamte Gruppe getötet oder gefangen genommen wurde. Die Taliban behaupteten, der Überfall sei eine Reaktion auf den Film "Innocence of Muslims" gewesen. Ebenfalls gaben sie an, dass Prinz Harry, der zu diesem Zeitpunkt auf der Basis stationiert war, das Ziel des Angriffs war.

## Ablauf
Der Überfall war ein komplexer und koordinierter Angriff von 15 Taliban-Kämpfern mit Tarnanzügen und verschiedenen Waffentypen. Der Übergriff startete um 22:00 Uhr Ortszeit an der Ostseite des Camp Bastion in der Nähe der Flugzeughangar der US-Marines. Die Aufständischen drangen in das Lager ein, welches von Truppen aus Großbritannien und Tonga bewacht wurde. Dabei teilten sie sich in drei Teams auf, um den Angriff auszuführen. Das erste Team griff eine Gruppe von USMC-Mechanikern vom Marine Medium Tiltrotor Squadron 161 (VMM-161) an, die sich in der Gegend befanden. Die zweite Gruppe befestigte Sprengladungen an mehreren Jets und feuerte dann Granaten auf andere Flugzeuge ab. Das letzte Team zerstörte drei Tankstellen.
Die Angreifer wurden während eines vierstündigen Feuergefechts von US-Marines und dem RAF-Regiment der Staffel Nr. 51 getötet oder gefangen genommen. Behilflich war die Feuerunterstützung durch einen britischen Apache AH1, einen AH-1W SuperCobra und UH-1Y Venoms von der USMC-Einheit HMLA-469, die unter Beschuss der Aufständischen abhob.
Die RAF-Truppen, die sich auf der gegenüberliegenden Seite der Basis befanden, kamen ungefähr 12 Minuten nach Beginn des Angriffs am Tatort an. Einige der Piloten und Betreuer der Marine Attack Squadron 211 (VMA-211) kämpften ebenfalls als Infanteristen. Sie töteten einen Angreifer und verletzten einen anderen, der versuchte, eine RPG auf eine Gruppe Soldaten abzufeuern, die das Flugfeld verteidigten. Marines von VMM-161 töteten eine Gruppe von fünf Taliban mit Kleinwaffenfeuer, als diese versuchten, weiter in die Basis einzudringen. Eine zweite Gruppe von fünf Aufständischen wurde Stunden später aus ihrem Versteck gejagt und von den Truppen des RAF-Regiments Nr. 51 und der USMC auf einem Gelände in der Nähe ihres Eintrittspunkts erschossen. Die letzte Gruppe von fünf Aufständischen wurde Stunden später in der Nähe des Flugfeldes entdeckt. Vier von ihnen wurden getötet und der fünfte wurde verletzt und gefangen genommen.
Am Anfang der Kämpfe wurde der Geschwaderkommandant der VMA-211, Oberstleutnant Christopher Raible, getötet, als eine Granate auf die Seite des Gebäudes traf, in dem er sich befand. Oberstleutnant Raible verließ nach mehreren Explosionen außerhalb des Gebäudes sein Büro. Ein Schrapnell von einer Rakete, die über ihm explodierte, traf ihn am Hals und ließ ihn verbluten. Die gleiche Rakete tötete den USMC-Mechaniker Sergeant Bradley Atwell, der sich hinter Bodenausrüstung auf dem Flugfeld versteckte. 17 US-amerikanische und britische Mitarbeiter wurden verletzt. Sechs AV-8B Harrier II und eine United States Air Force C-130 wurden zerstört und zwei weitere Harriers schwer beschädigt. Drei Tankstellen wurden zerstört und sechs Flugzeughangars beschädigt.

## Nachwirkungen
Der Angriff wurde als "der schlimmste Verlust [von US-Luftgütern] bei einem einzigen Vorfall seit dem Vietnamkrieg" beschrieben. Der Angriff verursachte Schäden in Höhe von 200 Millionen USD. Um die bei dem Angriff verlorenen Flugzeuge zu ersetzen, entsandte das USMC innerhalb von 36 Stunden nach dem Überfall 14 Harriers nach Afghanistan.
Die BBC behauptete, dass der Angriff "alle Kennzeichen des Haqqani-Netzwerks" zeigt. Die ISAF behauptete eine Woche später, sie habe einen der Drahtzieher des Überfalls gefangen genommen.

### Reaktion des USMC
Der Generalmajor des Marine Corps, Charles M. Gurganus, war für die Verteidigung der Militärbasis verantwortlich. Ein Monat vor dem Angriff reduzierte er die Patrouillen von 325 auf 100 Marines. Auf Druck der Familien der in der Schlacht Getöteten oder Verletzten beförderte der US-Senat Gurganus nicht zum Generalleutnant. Am 30. September 2013 gab USMC-Kommandant James F. Amos bekannt, dass er Gurganus und Generalmajor Gregg A. Sturdevant für das Versagen der Verteidigung während des Überfalls verantwortlich macht. Sturdevant war für die USMC-Luftfahrtanlagen in dieser Region verantwortlich. Beide wurden angewiesen, sofort das USMC zu verlassen.
Beide Männer gingen ehrenhaft und mit vollen Bezügen in den Ruhestand. Laut NBC News bemängelte ein hochrangiger US-Verteidigungsbeamter, dass Gurganus vor einen Kriegsgericht gestellt worden wäre, wenn er nicht den Rang eines Generals innehätte. "Marines sind tot und sechs Flugzeuge wurden zerstört. Ein Lance Corporal würde für viel weniger braten", zitierte NBC.

### Reaktion der Briten
Der Verteidigungsausschuss des britischen Unterhauses untersuchte den Vorfall und veröffentlichte seinen Bericht am 28. März 2014. Sie kamen zu dem Schluss, dass "die Vorkehrungen für die Besetzung der Wachtürme rund um das Lager Bastion durch den Angriff als unzureichend entlarvt wurden. ", und dass "britische Kommandeure ein gewisses Maß an Verantwortung für dieses Systemversagen und damit verbundenen Reputationsschaden tragen müssen ".

### Reaktion der Tongaer
In einem Artikel vom GQ vom September 2013 wurde festgestellt, dass Soldaten des tonganischen Kontingents in Afghanistan für den Abschnitt des Angriffs verantwortlich waren. Es wurde berichtet, dass US-Marines manchmal Mitglieder der Wachmannschaft der Tongaer schlafend auffanden. Der amtierende Befehlshaber der tonganischen Streitkräfte erklärte, dass die tonganische Truppe im Lager Bastion nicht verpflichtet gewesen sei, den Abschnitt durch den die Angreifer kamen, vollständig zu besetzen. Der britische Hochkommissar in Tonga erklärte auch, dass es britisches und nicht tonganisches Personal sei, welches für den betroffenen Abschnitt verantwortlich war. Außerdem behauptete er, dass die Vorwürfe aus einer Untersuchung des US-Militärs, wonach tonganische Soldaten im Wachdienst beim Schlafen erwischt worden seien, nicht korrekt sind.